# غيردا نيومان
غيردا نيومان (بالدنماركية: Gerda Neumann)‏ هي ممثلة دانمركية، ولدت في 14 ديسمبر 1915 بالدنمارك، وتوفيت في 26 يناير 1947 في الدنمارك.

## وصلات خارجية
- غيردا نيومان على موقع IMDb (الإنجليزية)
- غيردا نيومان على موقع ميوزك برينز (الإنجليزية)
- غيردا نيومان على موقع قاعدة بيانات الأفلام السويدية (السويدية)
- غيردا نيومان على موقع ديسكوغز (الإنجليزية)
- غيردا نيومان على موقع قاعدة بيانات الفيلم (الإنجليزية)
- غيردا نيومان على موقع كينوبويسك (الروسية)